# Kari (prénom)
Pour les articles homonymes, voir Kari.
Kari est un prénom attribué aussi bien chez les garçons que chez les filles. En Finlande, Kari est un prénom masculin, particulièrement popularisé dans les années 1940 et 1950. Le prénom est dérivé du grec Makarios (ou Macarius). En Norvège, Kari est un prénom féminin diminutif de Katharine qui signifie « pure ». Le prénom suédois et allemand correspondant est Karin. En Islande, Kári est un prénom masculin, basé sur un dieu scandinave. Le nom norvégien masculin correspondant est Kåre ou Kaare. Kari est surnom populaire en Inde. Kari peut également s'épeler Kahri.

## Personnalités

### Femmes
- Kari Byron, membre de l'équipe MythBusters
- Kari Henneseid Eie, biathlète norvégienne
- Kari Jobe, chanteuse américaine
- Kari Köster-Lösche, auteur allemande
- Kari Matchett, actrice canadienne
- Kari Rueslåtten, chanteuse norvégienne
- Kari Traa, skieuse norvégienne
- Kari Wahlgren, doubleuse américaine
- Kari Wührer, actrice américaine

### Hommes
- Kari Arkivuo, footballeur finlandais
- Kari Aronpuro, poète finlandais
- Kari Eloranta, footballeur et hockeyeur sur glace finlandais
- Kari Enqvist, physicien et écrivain finlandais
- Kari Franck, acteur finlandais
- Kari Hakala, acteur finlandais
- Kari Heiskanen, réalisateur et acteur finlandais
- Kari Hietalahti, acteur finlandais
- Kari Hotakainen, écrivain finlandais